# ریورنو (تگزاس)
ریورنو (به انگلیسی: Rivereno) یک منطقهٔ مسکونی در ایالات متحده آمریکا است که در شهرستان استار، تگزاس واقع شده‌است. ریورنو ۶۱ نفر جمعیت دارد.